# Leocottus kesslerii
Leocottus kesslerii är en fiskart som först beskrevs av Dybowski 1874.  Leocottus kesslerii är ensam i släktet Leocottus som ingår i familjen Cottocomephoridae. Inga underarter finns listade i Catalogue of Life.
Arten blir könsmogen vid en genomsnittlig längd av 5,8 cm och de största exemplaren är 14 cm långa.
Denna fisk förekommer i Bajkalsjön samt i angränsande floder och i mindre sjöar i samma område. Botten på ställen där artens vistas bildas ofta av sand, av sand med några stenar eller av slam. Fisken dyker vanligen till ett djup av 50 till 70 meter och ibland når den 170 meter. Äggläggning sker mellan maj och juni och äggen göms under stenar. De bevakas sedan av hanen.